# Isopsera nigroantennata
Isopsera nigroantennata är en insektsart som beskrevs av Wei Ying Hsia och Honglei Liu 1993. Isopsera nigroantennata ingår i släktet Isopsera och familjen vårtbitare. Inga underarter finns listade i Catalogue of Life.